# 15695 Fedorshpig
15695 Fedorshpig eller 1985 RJ5 är en asteroid i huvudbältet som upptäcktes den 15 september 1985 av den rysk-sovjetiske astronomen Nikolaj Tjernych vid Krims astrofysiska observatorium på Krim. Den har fått sitt namn efter Fedir Sjpig.
Asteroiden har en diameter på ungefär tre kilometer.